# Ulrich Hamm
Ulrich Hamm (* 1952) ist ein deutscher Agrarökonom und Experte für Lebensmittelmarketing. Bis 2020 war er Inhaber einer Professur für Agrar- und Lebensmittelmarketing an der Universität Kassel (Fachbereich „Ökologische Agrarwissenschaften“ am Standort Witzenhausen). Von 2010 bis 2020 war er Mitglied des Wissenschaftlichen Beirats für Biodiversität und genetischer Ressourcen des Bundesministeriums für Ernährung und Landwirtschaft. Von 2012 bis 2019 war er zudem Mitglied des Bioökonomierats der Bundesregierung. Er hat zahlreiche Arbeiten zum Agrar- und Lebensmittelmarketing vor allem für ökologische Produkte und zu einem „ethisch vertretbaren“ Konsum vorgelegt.

## Leben
Zwischen 1973 und 1978 studierte Hamm Agrarökonomie an der Universität Hohenheim in Stuttgart. 1983 promovierte er in Stuttgart mit einer Arbeit über Langfristprognosen für Agrarmärkte. 1990 habilitierte er sich ebenfalls in Hohenheim mit einer Schrift über die Grundlagen des Marketings für landwirtschaftliche Unternehmen. Von 1991 bis 1993 war er Oberassistent (C2) an der Universität Hohenheim, wobei er zugleich Lehraufträge an der Universität Leipzig (1991), und von 1991 bis 1992 auch einen Lehrauftrag an der Martin-Luther-Universität Halle wahrnahm. Von 1993 bis 2003 war er C3-Professor für „Landwirtschaftliche Marktlehre und Agrarmarketing“ an der Fachhochschule Neubrandenburg. Im Jahr 2003 folgte er dem Ruf der Universität Kassel.
Hamm hat zahlreiche Arbeiten zum Marketing und zu den Konsumbedingungen von ökologisch erzeugten Lebensmitteln vorgelegt. Neben seinen Tätigkeiten als Hochschullehrer war er in Neubrandenburg auch Geschäftsführer und zuvor Inhaber von Unternehmensberatungen: 1999 bis 2004 Hauptgesellschafter und Geschäftsführer der „M & M, Marketing and Management Beratungsgesellschaft für die Agrar- und Ernährungswirtschaft mbH“, Neubrandenburg, und 1995 bis 2000 Inhaber der Firma „HACon, Hamm Agrar Consult“.